# 羅薩斯 (考卡省)

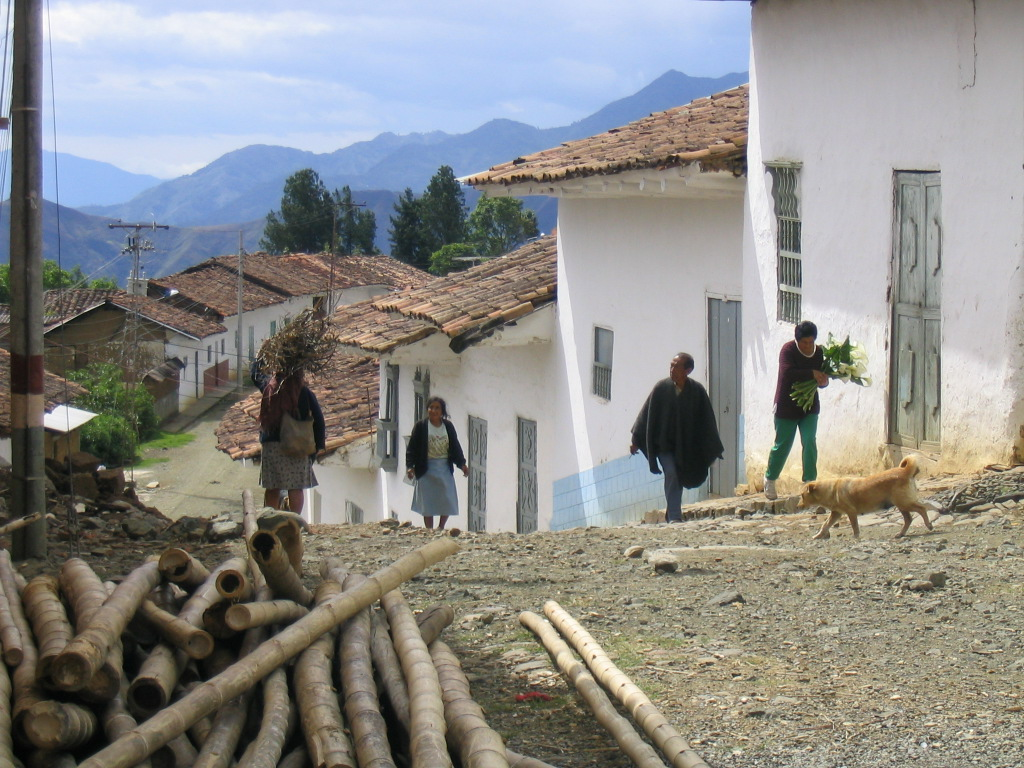

羅薩斯是哥倫比亞的城鎮，位於該國西南部，由考卡省負責管轄，距離首府波帕揚41公里，始建於1806年10月7日，面積197平方公里，海拔高度1,812米，2005年人口11,421。
2°16′N 76°45′W / 2.267°N 76.750°W